# Полукълба на Земята
Полукълба на Земята или Земни хемисфери в географията и картографията, се наричат разделените според някакъв критерий две половини на Земното кълбо (на старогръцки: ἡμισφαίριον – полукълбо).
Най-често за деление се използват началния меридиан и екватора, с които Земното кълбо се разделя на:
- Източно и Западно полукълбо (по началния меридиан)
- Северно и Южно полукълбо (по екватора)

Съществуват и други деления на Земните хемисфери – например според преобладаващото разпростиране на сушата и океаните.
|  | Тази страница частично или изцяло представлява превод на страницата Hemispheres of Earth в Уикипедия на английски. Оригиналният текст, както и този превод, са защитени от Лиценза „Криейтив Комънс – Признание – Споделяне на споделеното“, а за съдържание, създадено преди юни 2009 година – от Лиценза за свободна документация на ГНУ. Прегледайте историята на редакциите на оригиналната страница, както и на преводната страница, за да видите списъка на съавторите. ВАЖНО: Този шаблон се отнася единствено до авторските права върху съдържанието на статията. Добавянето му не отменя изискването да се посочват конкретни източници на твърденията, които да бъдат благонадеждни. |